# Julien Van de Vyver
Julien Van de Vyver (Kruibeke, 24 juli 1957) is een Belgisch volleybalcoach en voormalig -speler.

## Levensloop
Van de Vyver was actief als speler bij VC Oltisj Bazel.
Na zijn spelerscarrière ging hij aan de slag als coach bij onder meer de Belgische clubs VC Lennik, Pardaf Kruibeke, VC Averbode, VC Zonhoven, PNV Waasland, Asterix Kieldrecht, VC Oudegem, LVL Genk, het Nederlandse Papendal Arhnem en het Roemeense CSU Târgu Mureș.
Daarnaast was hij actief als assistent-trainer bij het Belgische nationaal volleybalteam (2004-'05) en verschillende nationale jeugdploegen van zowel België als Nederland. Elke Belgische jeugdploeg die hij coachte behaalde een EK- of WK-plaats. Zo won hij met jongens U21 brons op de Europese kampioenschappen van 2006 en 2007. Met de meisjes U18 en U20 behaalde hij goud op het Europees Jeugd Olympisch Festival (2007), het Europees kampioenschap U18 (2009) en de Olympische Jeugdpelen (2010), alsook brons op het wereldkampioenschap U18 (2009).
Van opleiding is het regent 'lichamelijke opvoeding'. Met Kato Snauwaert heeft hij twee dochters (Ilka en Jutta) die eveneens actief zijn in het volleybal.